# Valódi fecskeformák

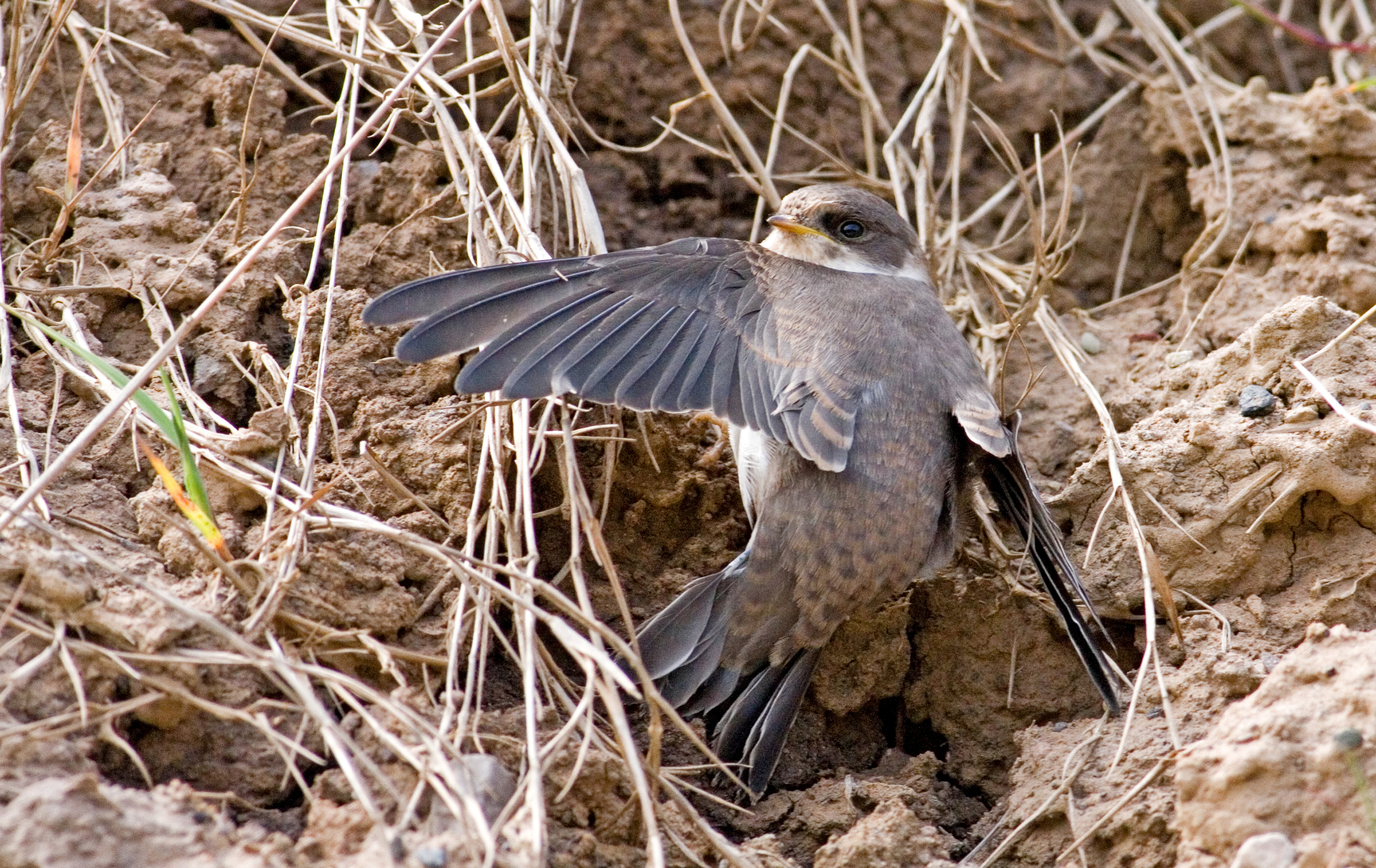
Partifecske (Riparia riparia)

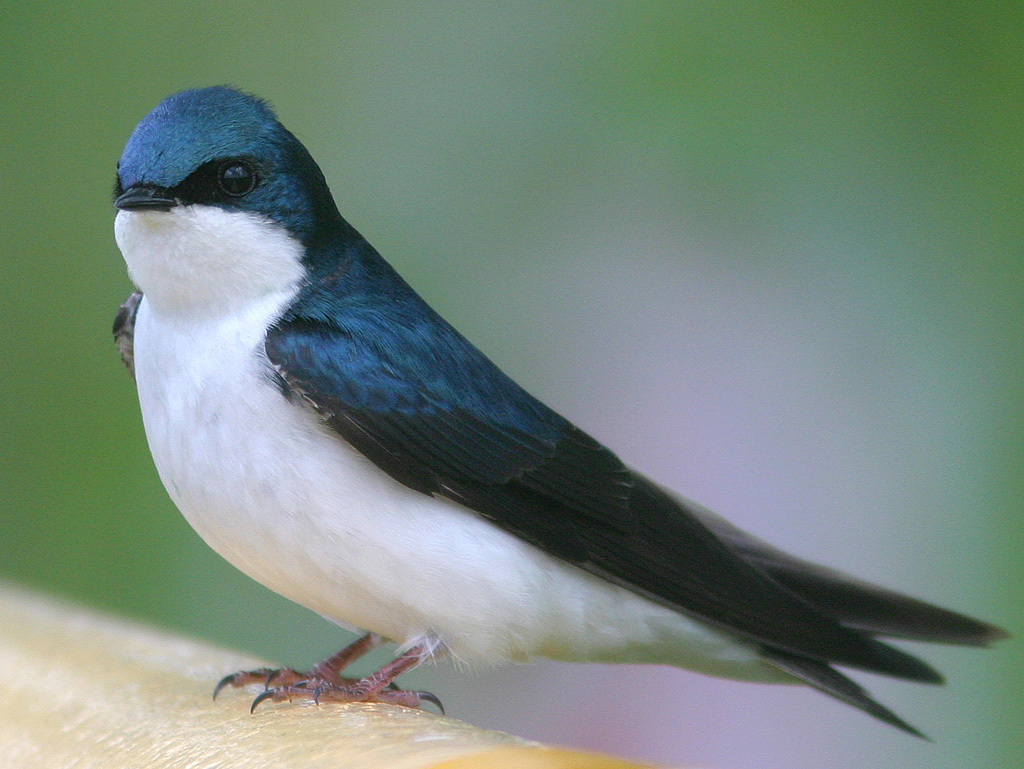
Odúfecske (Tachycineta bicolor)

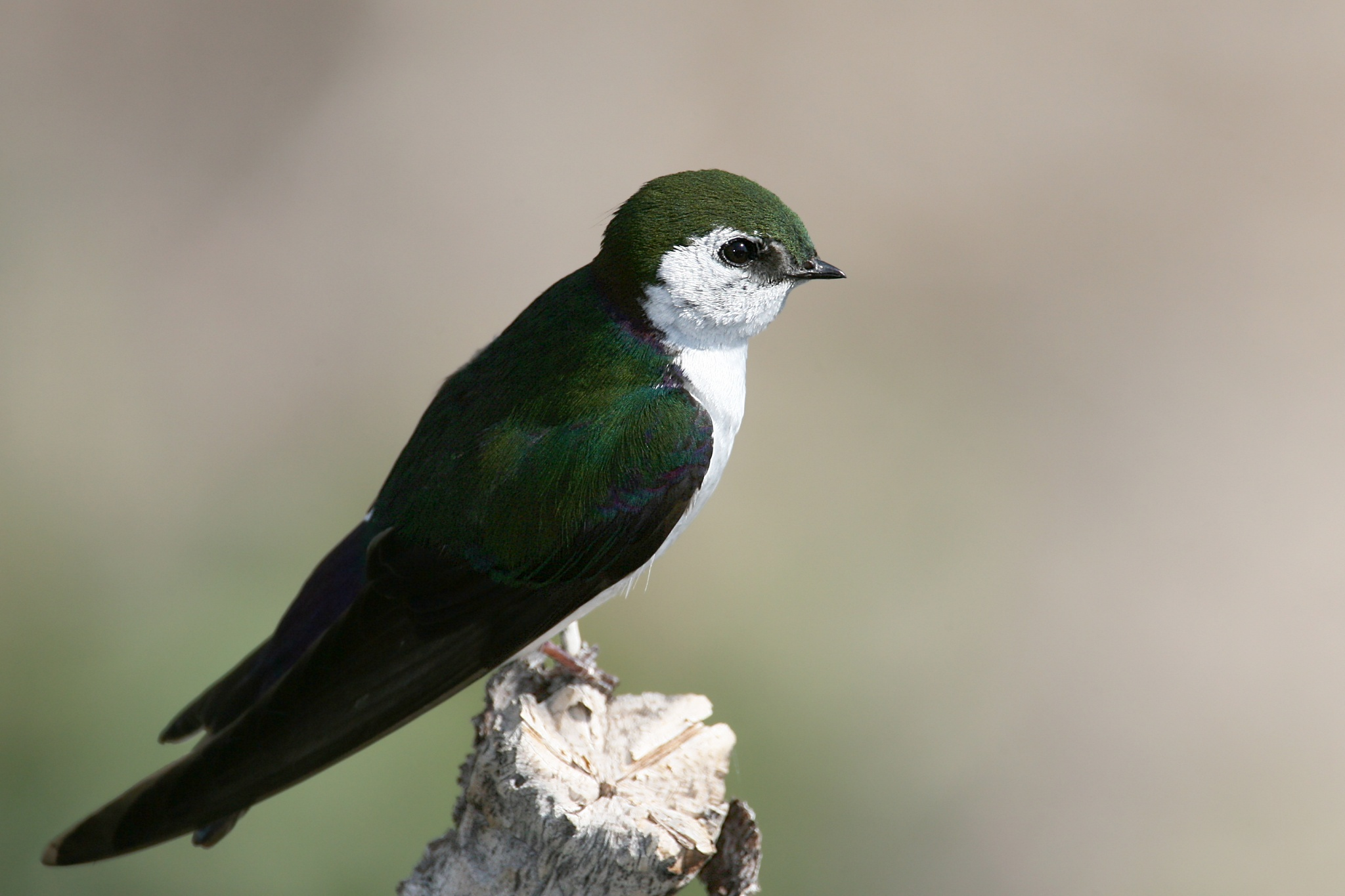
Karolinai fecske (Tachycineta thalassina)

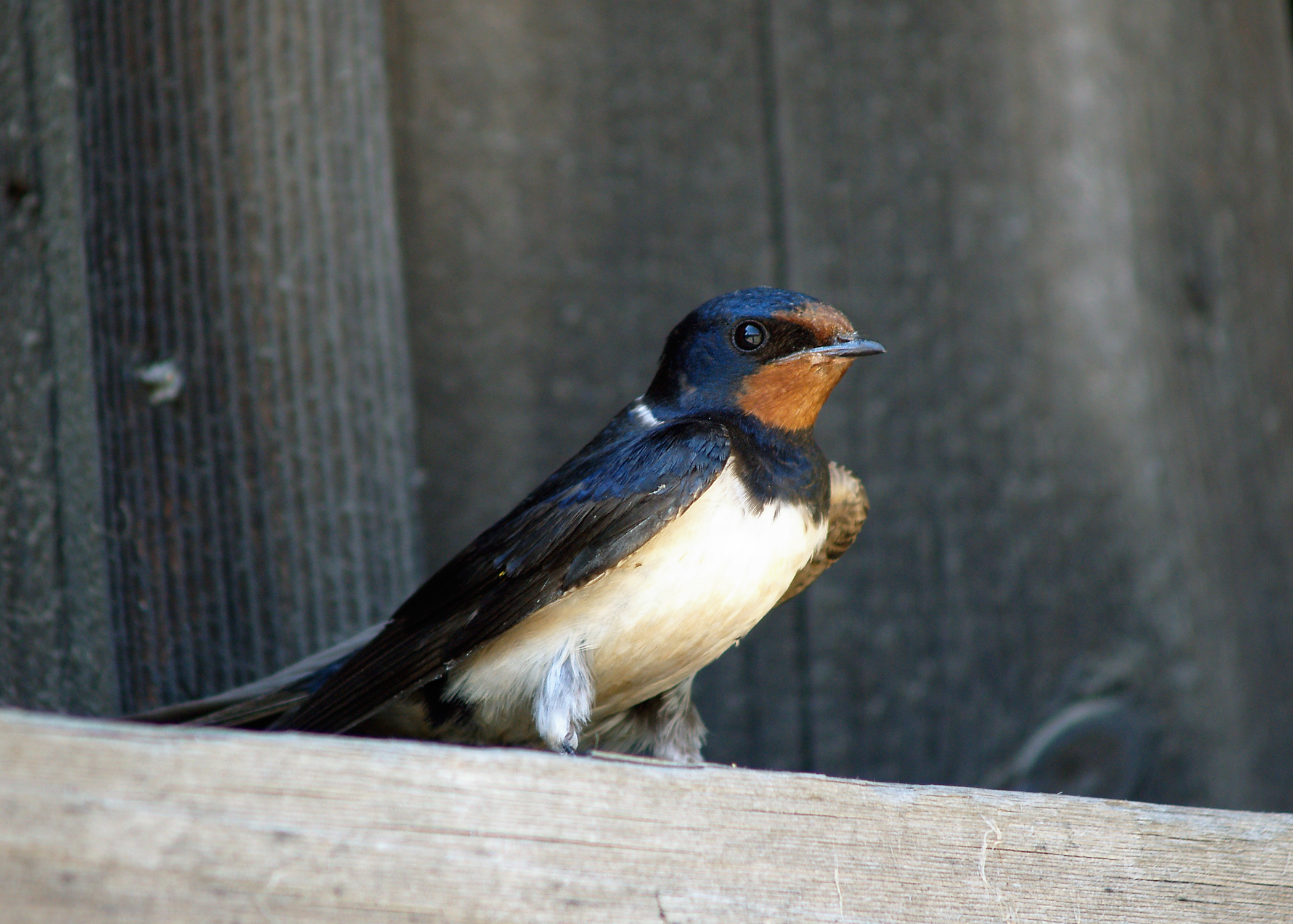
füstifecske (Hirundo rustica)

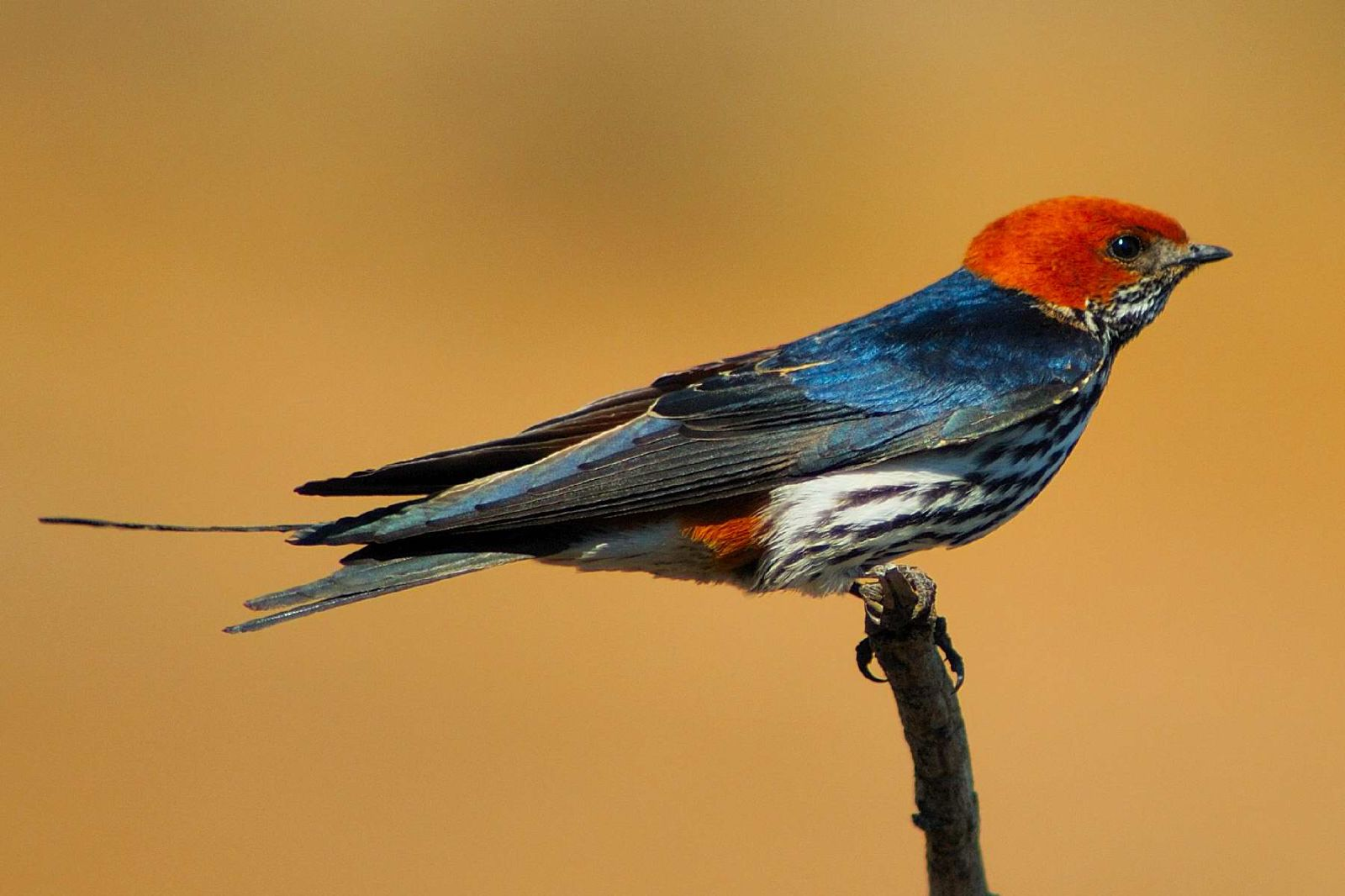
Abesszin fecske (Cecropis abyssinica)

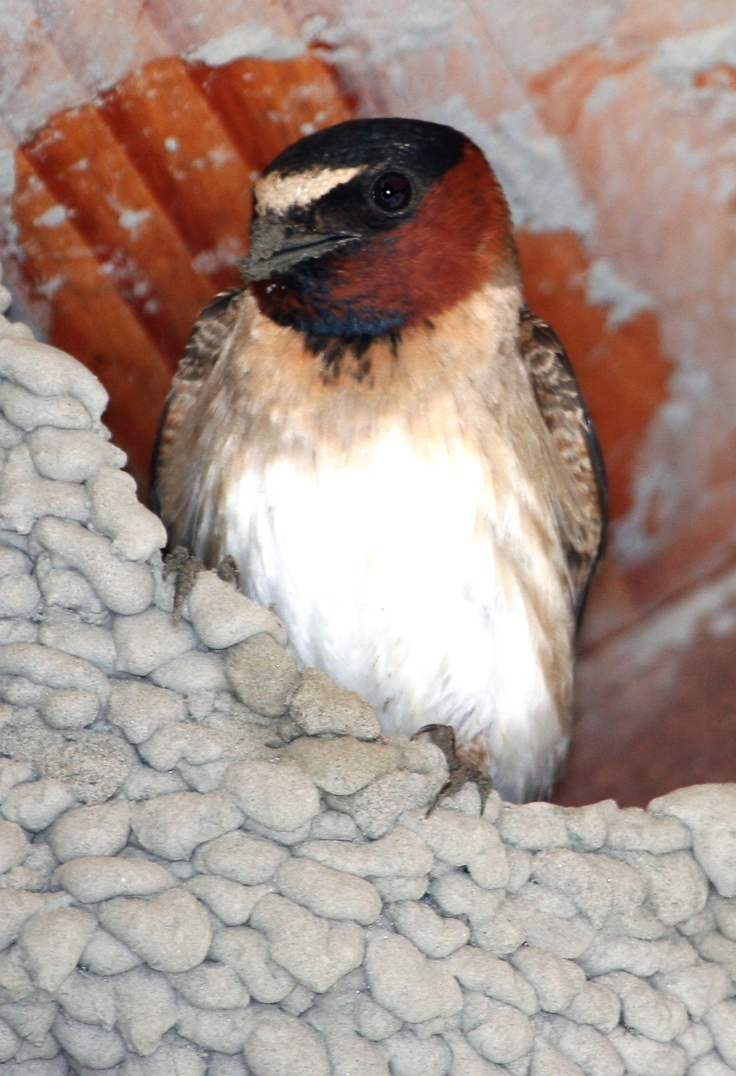
Sziklafecske (Petrochelidon pyrrhonota)

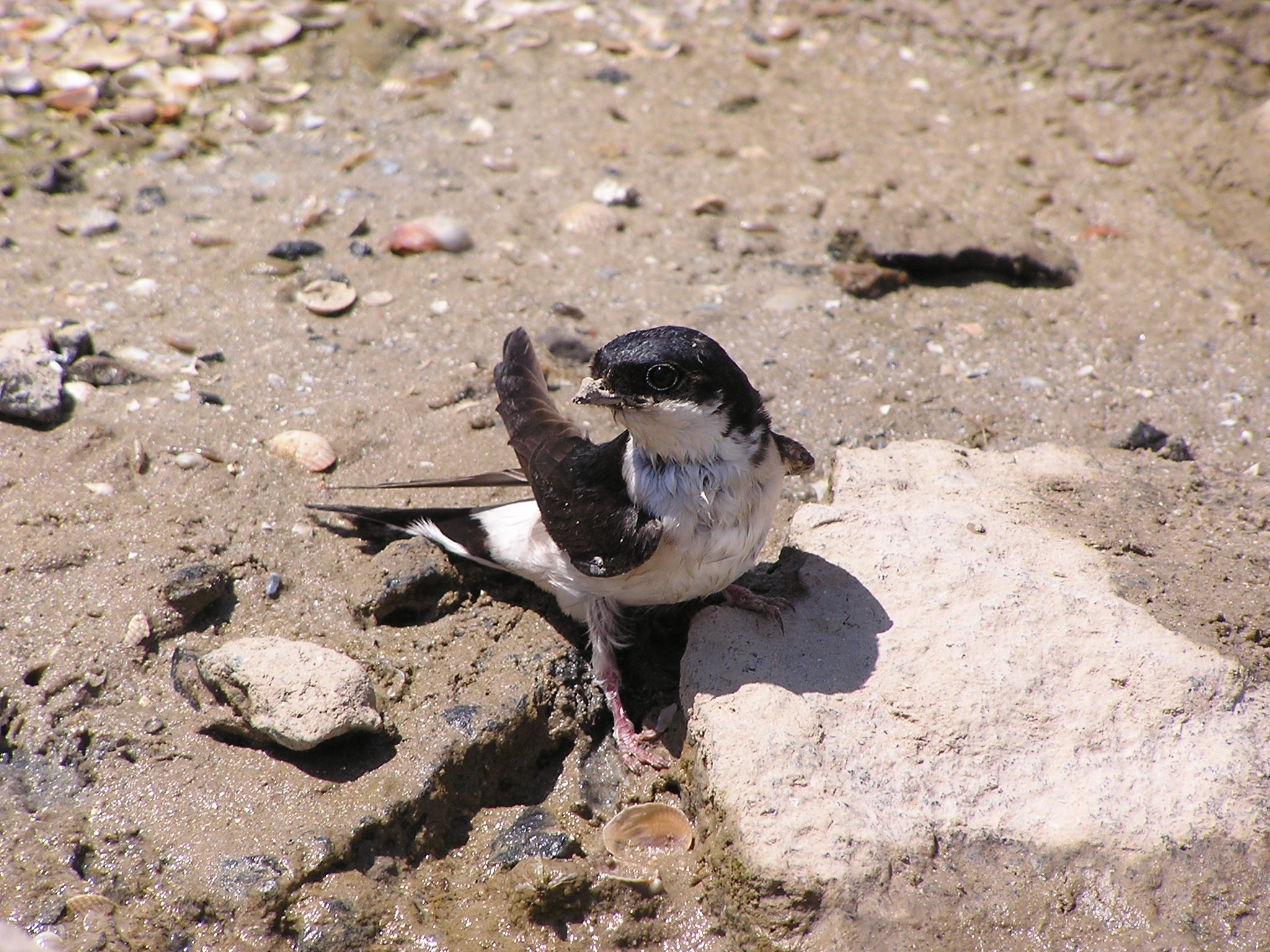
Molnárfecske (Delichon urbicum)

A valódi fecskeformák (Hirundininae) a madarak osztályának a verébalakúak (Passeriformes) rendjébe, ezen belül a fecskefélék (Hirundinidae) családjába tartozó alcsalád.

## Rendszerezés
Az alcsaládba az alábbi nem és fajok tartoznak:
- Prognini nemzetség
  - Phedina – 2 faj
  - Riparia – 6 faj
  - Tachycineta – 9 faj
  - Atticora – 3 faj
  - Pygochelidon – 2 faj
  - Alopochelidon – 1 faj
  - Orochelidon – 3 faj
  - Stelgidopteryx – 2 faj
  - Progne – 9 faj
- Psalidoprocnini nemzetség
  - Pseudohirundo – 1 faj
  - Cheramoeca – 1 faj
  - Pseudhirundo – 1 faj
  - Psalidoprocne – 5 faj
- Hirundinini nemzetség
  - Ptyonoprogne - 4 faj
  - Hirundo – 14 faj
  - Delichon – 3 faj
  - Delichon – 3 faj
  - Cecropis - 9 faj
  - Petrochelidon - 11 faj

- - Notiochelidon – 4 faj
  - Haplochelidon (D’Orbigny & Lafresnaye, 1837) – 1 faj
    - andoki fecske (Haplochelidon andecola vagy Hirundo andecola)